# Frattura metabolica
La frattura metabolica è la disconnessione o lo squilibrio dell'interazione metabolica tra l'umanità e il resto della natura derivata dalla produzione capitalista e la crescente divisione tra la città e la campagna. È un concetto elaborato da Karl Marx e che concerne la “rottura irreparabile nel processo interdipendente del metabolismo sociale” ripreso ampiamente in anni recenti in molte discussioni ambientali, particolarmente da parte della sinistra.
La frattura metabolica, secondo John Bellamy Foster, che ha proposto il termine, viene sviluppato nei primi lavori di Marx, soprattutto nei Manoscritti economici e filosofici, in cui viene discussa l'essenza delle specie umana e la relazione tra gli esseri umani e la natura. Il metabolismo è “l'analisi matura dell'alienazione della natura” di Marx e presenta “una maniera solida e scientifica di rappresentare l'interscambio complesso e dinamico tra gli esseri umani e la natura, risultato del lavoro”.
A differenza degli interpreti che hanno attribuito a Marx una indifferenza nei confronti della natura e la responsabilità dei problemi ambientali dell'Unione Sovietica e di altri stati sedicenti "comunisti", Foster trova nella teoria della frattura metabolica l'evidenza della prospettiva ecologica di Marx. La teoria della frattura metabolica permette di sviluppare una critica della degradazione ambientale che ha anticipato gran parte del pensiero ecologico attuale, includendo i problemi relativi alla sostenibilità.